# Las Mercedes (Piura)
Las Mercedes es un caserío peruano ubicado en el distrito de Piura, perteneciente a la provincia y departamento homónimo, al norte del Perú. 

## Ubicación
Las Mercedes se ubica al oeste de la provincia de Piura, en el distrito de Piura, en el departamento de Piura.

## Demografía
En 2017 Las Mercedes tenía una población de 190 habitantes.